# Den svarta stenen

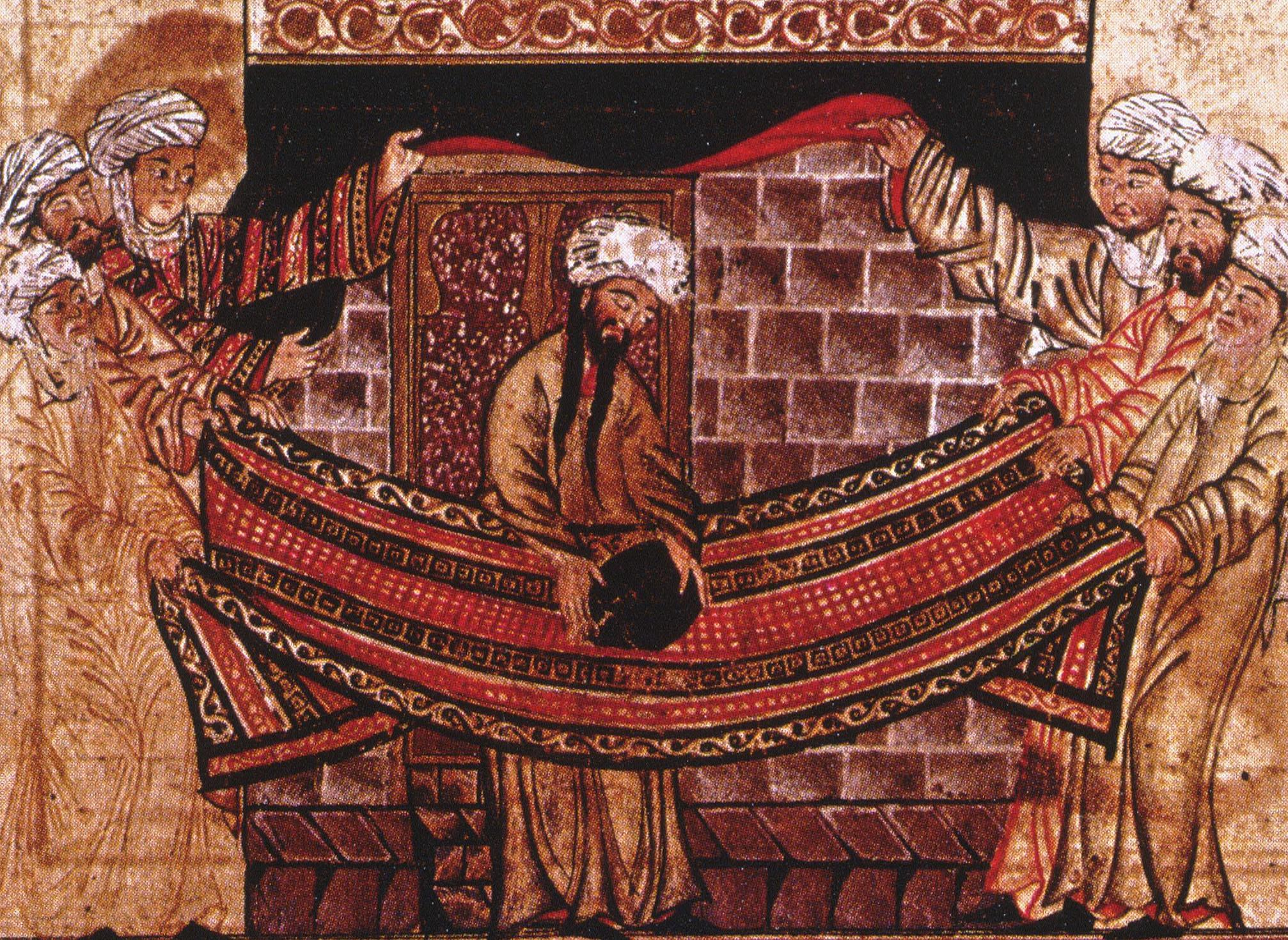
Muhammed och de mekkanska klanernas äldste lyfter den svarta stenen och sätter den på sin plats. Illustration från historieboken Jami al-Tawarikh, 1315.

Den svarta stenen (arabiska: الحجر الأسود, al-Hajar al-aswad) är ett muslimskt vördnadsobjekt, som enligt islamisk tradition kan dateras till tiden då religiösa påstår att Adam och Eva ska ha levt. Den är inmurad i väggen i östra hörnet av Kaba, muslimernas viktigaste helgedom till vilken de vänder sig i bön, i mitten av Masjid al-Haram i Mekka, Saudiarabien. Stenen är cirka 30 centimeter i diameter och placerad cirka 1,5 meter ovan jord.
När pilgrimerna som vallfärdat till Mekka går de sju varven runt Kaba, tawaf, som är en del av ritualen, försöker de, om det är möjligt, att stanna och röra vid eller kyssa den svarta stenen. Om de inte kan nå fram till den pekar de istället mot den under varje varv de går runt Kaba.

## Ursprung och historia
Enligt sagan föll stenen från himlen för att visa Adam och Eva var de skulle bygga ett altare.  Den var då ren och bländade vit, men har sedan dess svartnat på grund av de synder den absorberat genom åren. Altaret och stenen sägs ha försvunnit under översvämningen på Nuhs tid och glömts bort. Abraham fann stenen på platsen för Adams altare som visats för honom av ärkeängeln Gabriel. Abraham sade till sin son Ismael att bygga templet Kaba och att i detta infoga den svarta stenen.
Den urgamla hedniska stenkulten som omnämns redan av Herodotos upptogs av Muhammed som ritual beträffande den svarta stenen i Kaba och ålades pilgrimerna som en plikt. Muhammad Labib al-Batanuni, som skrev 1911, kommenterade att den förislamiska metoden att vörda stenar (inklusive den svarta stenen) inte uppstod för att sådana stenar är "heliga för sin egen skull, utan på grund av deras relation till något heligt och respekterat". Umar ibn al-Khattab berättar att han vid ett tillfälle i Mecka kysste stenen, men sade: "Jag vet att du är en sten och att du varken kan göra nytta eller skada. Hade jag inte sett att Guds sändebud kysste dig hade jag aldrig kysst dig." Muslimer dyrkar inte den svarta stenen.
Muhammed anses ha spelat en nyckelroll i den svarta stenens historia. År 602, innan han fått sina första profetiska uppenbarelser, befann sig Muhammed i Mekka under en återuppbyggnad av Kaba. Man hade temporärt flyttat den svarta stenen medan man uppförde en ny byggnad. Muhammed avgjorde ett gräl mellan några klaner i Mecka om vilken av dem som skulle få sätta tillbaka stenen på sin plats. Hans lösning var att alla klanernas äldste gemensamt fick lyfta hörnstenen på ett tygstycke, varefter Muhammed placerade stenen på dess slutgiltiga plats. I och med detta beslut förhindrades ett eventuellt krig.
Den svarta stenen stals i januari 930 av qarmater, som tillhörde en persisk ismailitisk sekt, som tog stenen till staden Hajar i nuvarande Bahrain. Enligt den iranske historikern Ata Malik Jovayni, författare till Tarikh-e Jahangoshay-e Jovayini, ett historiskt verk om ismailiterna, fick abbasiderna betala en hög summa 23 år senare för att få stenen som slagits i sju bitar återbördad till Mekka.

## Galleri

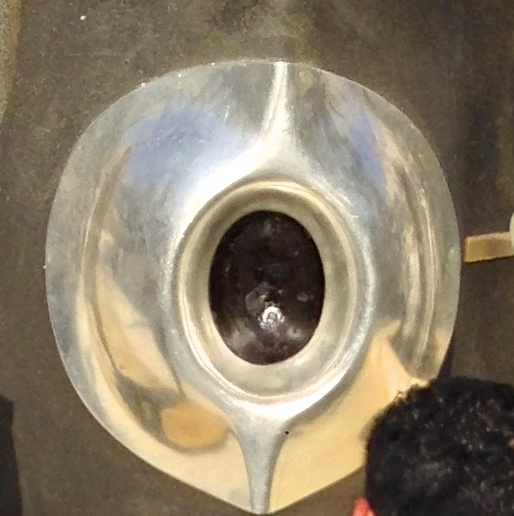
En närbild av den svarta stenen på ett av Kabas hörn.
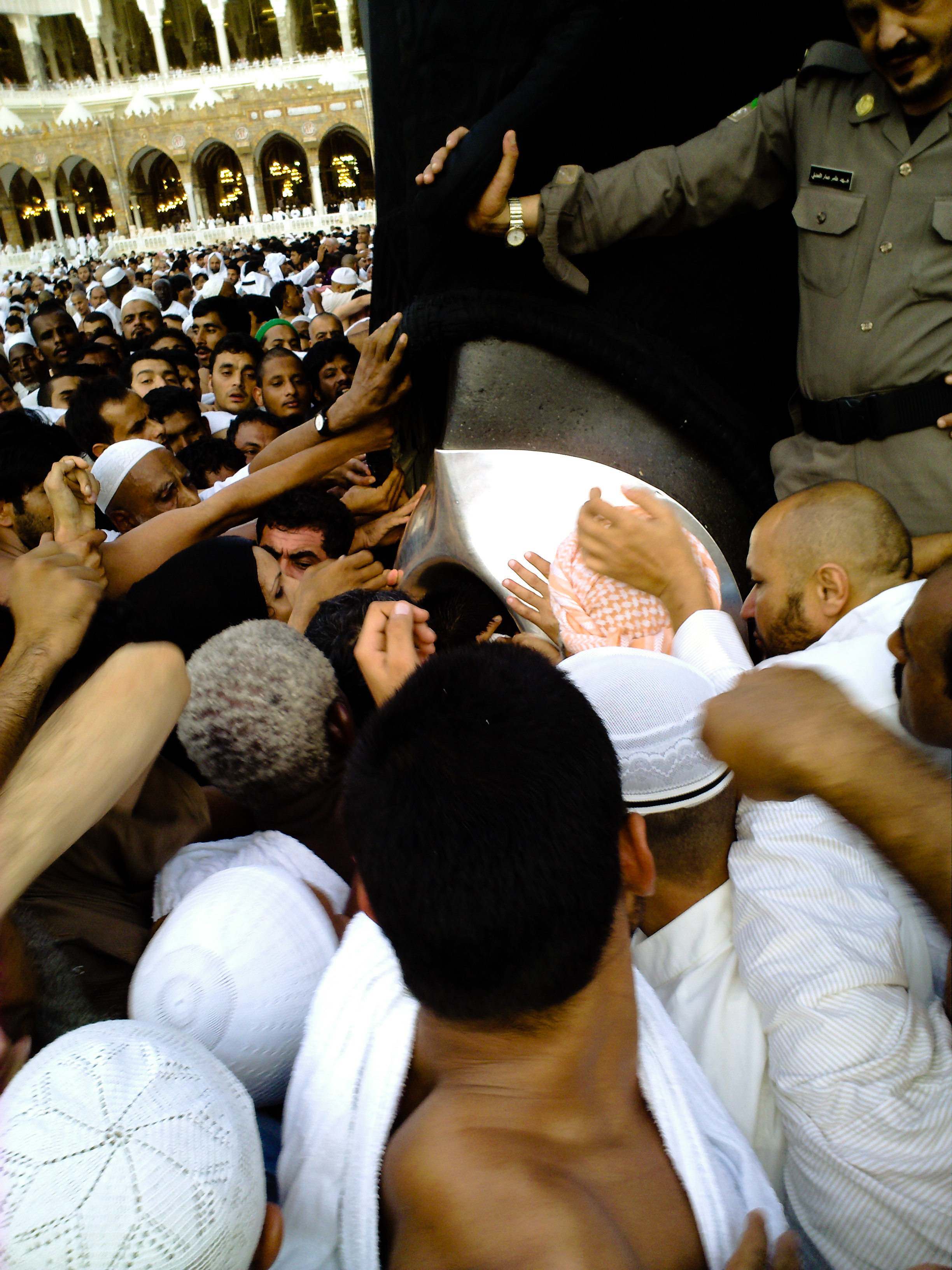
Muslimer försöka nudda den svarta stenen.
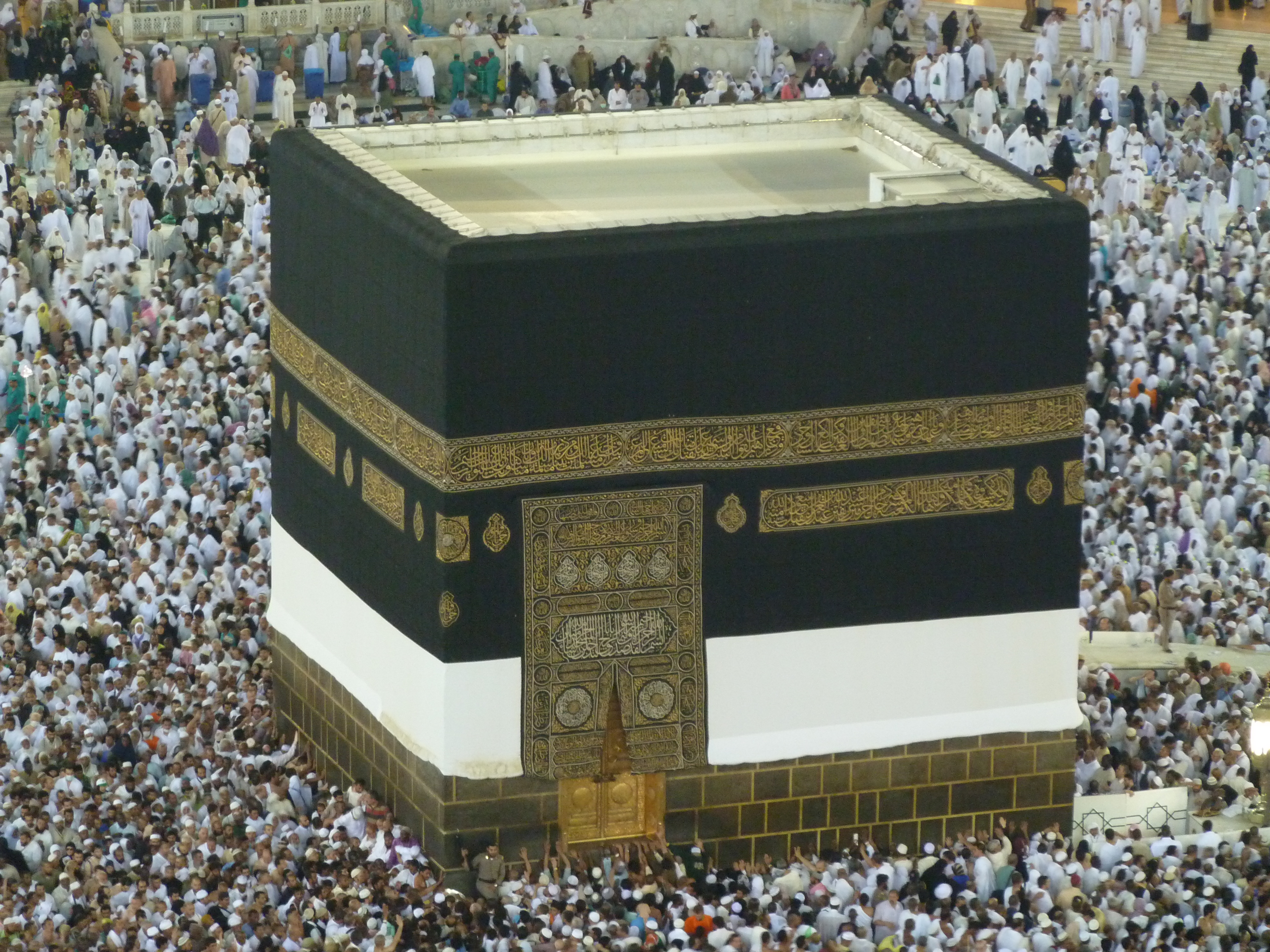
Den svarta stenen är placerad i ett hörn till vänster om dörren.